# Greenwater (California)
Greenwater (precedentemente nota come Ramsey, The Camp e Kunze) era una comunità non incorporata situata vicino alla Death Valley, sul versante orientale della contea di Inyo, in California. Oggi è una città fantasma.

## Geografia
Greenwater si trovava a 8,9 km (5,5 miglia) a nord di Funeral Peak, nelle Funeral Mountains, nella parte sud-orientale della Death Valley, a un’altitudine di 1.307 metri (4.288 piedi). Oggi si trova all'interno del Parco nazionale della Death Valley, a nord di Smith Mountain e a sud delle rovine del distretto minerario di Rand, California.

## Storia
Greenwater era una città mineraria nel deserto del Mojave che visse il suo apice e il suo declino nei primi dieci anni del XX secolo. I primi documenti che menzionano Greenwater risalgono al 1904; alcune affermazioni sostengono che esistesse già dagli anni 1880, ma non esistono prove documentate affidabili.
Il primo insediamento, chiamato Kunze dal nome del suo fondatore Arthur Kunze, si trovava circa 3,2 km (2 miglia) a ovest della sede attuale. Kunze fu abbandonata in favore di un nuovo sito, inizialmente chiamato Ramsey. Greenwater si sviluppò al punto che fu necessario istituire un ufficio postale, che rimase in funzione dal 1906 al 1908.
Furnace era una città di tende situata tra 4 e 5 miglia a ovest di Greenwater. Qui, Patrick Clark fondò la Furnace Creek Copper Company. Furnace divenne una città in espansione nel 1905, ma fu già abbandonata nel 1907. Anche l’ufficio postale di Furnace rimase in funzione tra il 1907 e il 1908, con Sidney Norman come postino — anche se l’USPS non ha prove certe che abbia mai funzionato realmente. Norman gestiva anche la Furnace Townsite Co. da una tenda. Alla fine, gli abitanti di Furnace abbandonarono il sito e si trasferirono a Greenwater.

### Rame e acqua
Fondata attorno a una scoperta di rame nel 1905, Greenwater fu una comunità effimera nella Death Valley. L’area era così arida che l’acqua doveva essere trasportata per 28 miglia fino in città. La vendita d’acqua in botti era un affare redditizio: un imprenditore poteva guadagnare 15 dollari a botte (equivalenti a circa 480 dollari nel 2024).

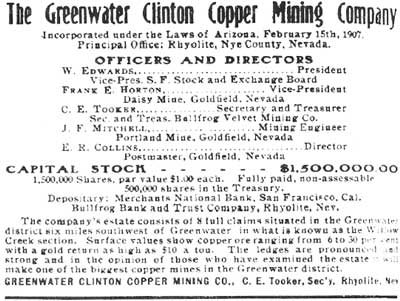
Una tipica pubblicità dell'attività mineraria di Willow Creek, tratta dal Death Valley Chuck-Walla.

Le numerose compagnie minerarie di rame a Greenwater apparvero per la prima volta nei registri pubblici il 4 maggio 1906. L’ultima menzione risale al 1º settembre 1909. In tutto, furono registrate 56 diverse compagnie di rame; quattro di queste si rivelarono essere frodi. L’elevata concentrazione di imprese e la presenza di compagnie fraudolente portarono al crollo generale del settore minerario nella zona.
La città arrivò a contare fino a 2.000 abitanti e divenne famosa per la sua rivista locale, The Death Valley Chuckwalla, che denunciava le compagnie fraudolente menzionate in precedenza. Nel 1909, l’attività mineraria era crollata senza mai aver generato profitti, e gli abitanti abbandonarono la città. Oggi non resta nulla di Greenwater.

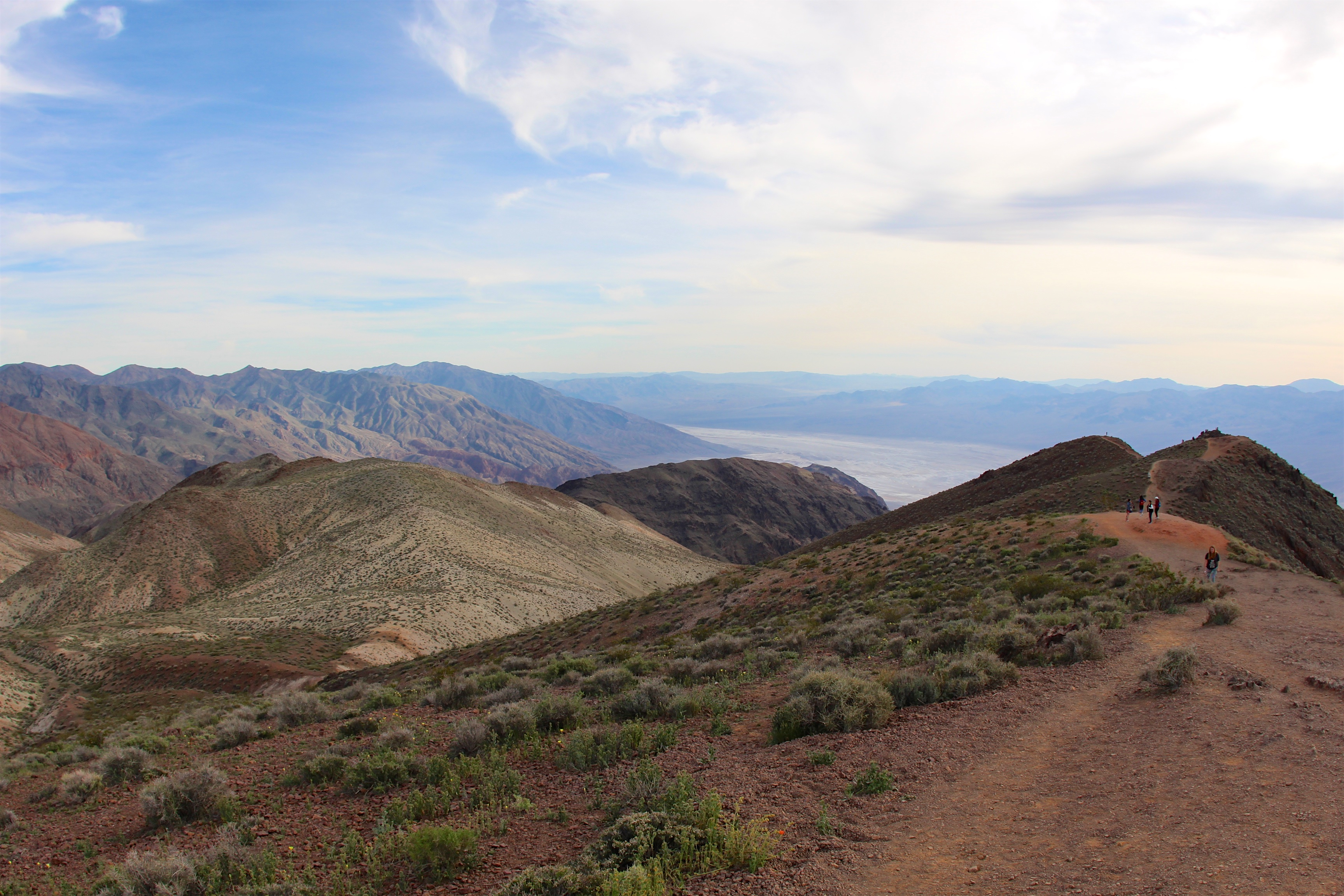
Dantes View @ nel Parco nazionale della Death Valley, California

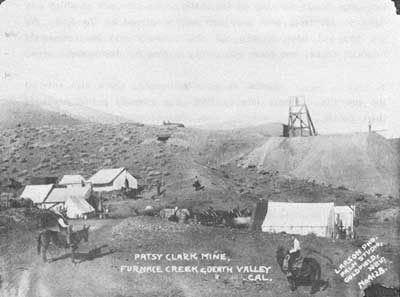
Campeggio a Greenwater, California

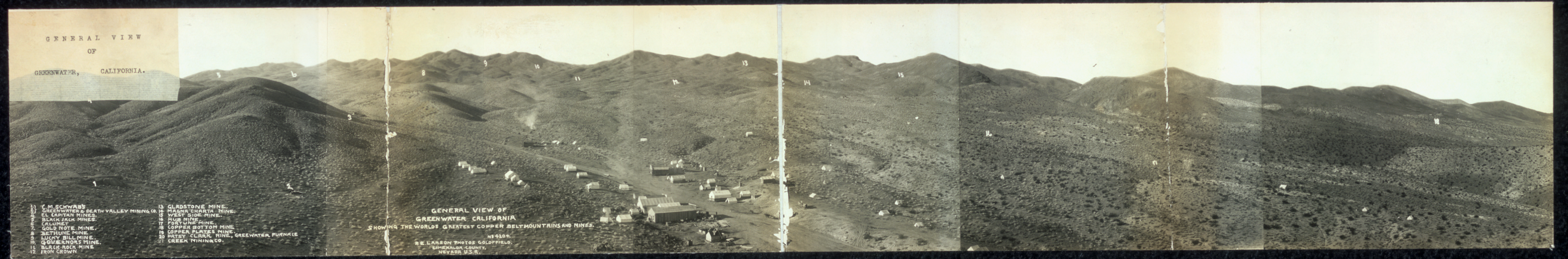
Veduta generale di Greenwater nel 1906: la "più grande cintura di rame del mondo", montagne e miniere.

Nel 2000 furono pubblicati i risultati di uno studio sulla rigenerazione ecologica del suolo a Greenwater. Robert Webb del USGS confrontò il recupero del suolo di Greenwater con quello di Skidoo, California. Scoprì che il suolo a Skidoo si riprendeva molto più rapidamente, poiché aveva meno di 4.000 anni, mentre quello di Greenwater aveva almeno 100.000 anni. Webb concluse che i terreni desertici più giovani si rigenerano più velocemente e, quindi, se necessario, è meglio disturbare quelli.